# フアン・グティエレス・モレノ
フアニート（Juanito）ことフアン・グティエレス・モレノ（Juan Gutiérrez Moreno、1976年7月23日 - ）は、スペイン・カディス出身の元サッカー選手、サッカー指導者。元スペイン代表である。現役時代のポジションはDF（センターバック）。

## 経歴

### クラブ
アンダルシア州・カディス県・カディスに生まれ、地元カディスCFの下部組織で育った。カディスCF Bに在籍していた1997年に近隣のセビリアにあるレアル・ベティスの下部組織に移り、3シーズンをレアル・ベティスBで過ごした。2000-01シーズンにはやはりアンダルシア州内にあるセグンダ・ディビシオン（2部）のレクレアティーボ・ウェルバにレンタル移籍した。2001-02シーズンにレアル・ベティスのトップチームデビューを果たし、すぐにレギュラーの座を獲得すると、2002年1月27日のレアル・マドリード戦(1-1)ロスタイムにトップチーム初得点となる貴重な同点ゴールを挙げた。その後もしばしばセットプレーから得点を決めている。2004-05シーズンには33試合に出場して4得点し、UEFAチャンピオンズリーグ出場権獲得に貢献した。また、同シーズンにはコパ・デル・レイで優勝を果たしている。2005-06シーズンからチームは不振にあえぎ、何シーズンにも渡って残留争いに巻き込まれたが、フアニートは3シーズンのリーグ戦で13試合しか欠場せず、6得点を新たに加えた。2007年4月22日のRCDエスパニョール戦(2-2)では、試合終盤にペドロ・コントレラスが退場処分を受け、チームは3つの交代枠をすでに使い切っていたために、フアニートがゴールマウスの前に立つこととなった。レアル・ベティスではキャプテンも務めていた。
2009年夏、33歳になっていたフアニートはフリートランスファーでアトレティコ・マドリードに加入した。全盛期と比べれば衰えも見られ、控え選手として2009-10シーズン開幕を迎えたが、ルイス・ペレアの不調でポジションを獲得した。2010年4月4日のデポルティーボ・ラ・コルーニャ戦(3-0)では先制点を決めた。2010年夏には既存のセンターバックが全員残留したにもかかわらずディエゴ・ゴディンが加わり、フアニートは控えに降格した。2010-11シーズン前半戦はコパ・デル・レイのUDラス・パルマス戦(1-1)の1試合しか出場機会を与えられなかった。
2011年1月、フアニートはクラブとの契約を破棄し、セグンダ・ディビシオンのレアル・バリャドリードに移籍した。

### 代表
2002年8月21日、フェレンツ・プスカシュ記念試合のハンガリー戦でスペイン代表デビューした。2006年3月1日にバリャドリードで行われたコートジボワールとの親善試合(3-2)で初得点した。2004年にはUEFA欧州選手権2004に出場し、2006年の2006 FIFAワールドカップではグループリーグのサウジアラビア戦(1-0)ではヘディングで決勝点を決めた。レアル・ベティスの選手がスペイン代表として出場した大会で得点するのはこれが初めてであった。2008年にはUEFA欧州選手権2008に控え選手として出場したが、チームが早々とグループリーグ突破を決めたために3戦目のギリシャ戦に出場した。ギリシャ戦以外の出場機会はなかったが、チームはその後も勝ち上がり、2度目の優勝を果たした。2008年10月11日、2010 FIFAワールドカップ・ヨーロッパ予選のエストニア戦(3-0)では力強いヘディングシュートを突き刺した。2010 FIFAワールドカップ本大会の招集メンバーからは外れている。

## 代表歴

### 出場大会
- スペイン代表
  - 2006 FIFAワールドカップ

### 試合数
- 国際Aマッチ 26試合 3得点（2002年-2008年）[4]

| スペイン代表 | 国際Aマッチ | 国際Aマッチ |
| 年           | 出場        | 得点        |
| ------------ | ----------- | ----------- |
| 2002         | 2           | 0           |
| 2003         | 2           | 0           |
| 2004         | 4           | 0           |
| 2005         | 5           | 0           |
| 2006         | 6           | 2           |
| 2007         | 3           | 0           |
| 2008         | 4           | 1           |
| 通算         | 26          | 3           |

### 得点
| #  | 日時           | 場所                 | 相手             | スコア | 最終結果 | 大会                                    |
| -- | -------------- | -------------------- | ---------------- | ------ | -------- | --------------------------------------- |
| 1. | 2006年3月1日   | バリャドリード       | コートジボワール | 3–2    | 3–2      | 親善試合                                |
| 2. | 2006年6月23日  | カイザースラウテルン | サウジアラビア   | 0–1    | 0–1      | 2006 FIFAワールドカップ                 |
| 3. | 2008年10月11日 | タリン               | エストニア       | 0–1    | 0–3      | 2010 FIFAワールドカップ・ヨーロッパ予選 |

## タイトル

### クラブ
- レアル・ベティス
  - コパ・デル・レイ : 2004-2005

- アトレティコ・マドリード:
  - UEFAヨーロッパリーグ 優勝 : 2009–10
  - コパ・デル・レイ準優勝 : 2009–10

### 代表
- スペイン代表
  - UEFA欧州選手権 優勝 : 2008